# Vasilios Sourlis
Vasilios Sourlis (Grieks: Βασίλειος Σουρλής; Athene, 16 november 2002) is een Grieks voetballer die doorgaans speelt als middenvelder. In augustus 2025 verruilde hij PAS Lamia voor AE Larissa.

## Clubcarrière
Sourlis doorliep de jeugdopleiding van Olympiakos. Bij die club maakte hij op 15 juli 2020 zijn professionele debuut, in de Super League tegen OFI Kreta. Op bezoek bij die club werd met 1–3 gewonnen. Kostas Fortounis (tweemaal) en Lazar Ranđelović waren trefzeker voor Olympiakos, waarna Panagiotis Deligiannidis wat terug wist te doen. Sourlis moest van coach Pedro Martins plaatsnemen op de reservebank en hij viel in de blessuretijd in voor Maximiliano Lovera. Dit was zijn enige optreden van het seizoen 2019/20. De jaargangen erna leverden respectievelijk vier en tien officiële optredens op. Gedurende de jaargang 2021/22 was de middenvelder vooral actief voor het reserveteam op het tweede niveau.
Sourlis werd in de zomer van 2022 voor een jaar gehuurd door Fortuna Sittard, dat tevens een optie tot koop verkreeg. Na een half seizoen, waarin coaches Sjors Ultee en Julio Velázquez hem allebei één competitieduel gebruikten, keerde Sourlis terug naar Olympiakos. Na zijn terugkeer kwam hij niet meer in actie voor Olympiakos en in augustus verkaste hij naar Asteras Tripolis. Een jaar later verliet hij Griekenland opnieuw, om voor het Poolse Raków Częstochowa te gaan spelen. Bij deze club tekende hij voor twee jaar, met een optie op twee seizoenen extra. Nog voor hij in actie was gekomen werd zijn contract in september 2024 ontbonden. Hij zou namelijk een te hoog gewicht hebben gehad. Een half jaar later keerde hij bij PAS Lamia terug in Griekenland. In augustus 2025 nam AE Larissa hem over.

## Clubstatistieken
| Seizoen | Club              | Competitie     | Competitie | Competitie | Beker | Beker | Internationaal | Internationaal | Totaal | Totaal |
| Seizoen | Club              | Competitie     | Wed.       | Dlp.       | Wed.  | Dlp.  | Wed.           | Dlp.           | Wed.   | Dlp.   |
| ------- | ----------------- | -------------- | ---------- | ---------- | ----- | ----- | -------------- | -------------- | ------ | ------ |
| 2019/20 | Olympiakos        | Super League   | 1          | 0          | 0     | 0     | 0              | 0              | 1      | 0      |
| 2020/21 | Olympiakos        | Super League   | 3          | 0          | 1     | 0     | 0              | 0              | 4      | 0      |
| 2021/22 | Olympiakos        | Super League   | 4          | 0          | 4     | 0     | 2              | 0              | 10     | 0      |
| 2021/22 | Olympiakos B      | Super League 2 | 22         | 4          | —     | —     | —              | —              | 22     | 4      |
| 2022/23 | → Fortuna Sittard | Eredivisie     | 2          | 0          | 1     | 0     | —              | —              | 3      | 0      |
| 2022/23 | Olympiakos B      | Super League 2 | 10         | 1          | —     | —     | —              | —              | 10     | 1      |
| 2023/24 | Asteras Tripolis  | Super League   | 16         | 0          | 3     | 0     | —              | —              | 19     | 0      |
| 2024/25 | Raków Częstochowa | Ekstraklasa    | 0          | 0          | 0     | 0     | —              | —              | 0      | 0      |
| 2024/25 | PAS Lamia         | Super League   | 17         | 0          | 0     | 0     | —              | —              | 17     | 0      |
| 2025/26 | AE Larissa        | Super League   | 0          | 0          | 1     | 0     | —              | —              | 1      | 0      |
| Totaal  | Totaal            | Totaal         | 75         | 5          | 10    | 0     | 2              | 0              | 87     | 5      |

Bijgewerkt op 20 augustus 2025.

## Erelijst
| Super League    | 3 | 2019/20, 2020/21, 2021/22 |
| Kupello Ellados | 1 | 2019/20                   |